# Белтрам, Джоуи
Джоуи Белтрам (англ. Joey Beltram; род. 6 ноября 1971, Куинс, Нью-Йорк) — американский диджей и рекорд-продюсер. Один из ярких представителей рейв-культуры 1990—2000-х.

## Биография
Джоуи Белтрам родился 6 ноября 1971 года в Куинсе (Нью-Йорк, США). Там же он провёл своё детство и юность. В 1983 году, в 12 лет, начал заниматься диджеингом. Его первыми стилями были ранние хип-хоп и электро. В 1985 году на волне чикагского хауса он увлекается хаус-музыкой. В 1989 году он впервые представляет свои записи нескольким небольшим нью-йоркским звукозаписывающим лейблам, где подрабатывает курьером.
В 1990 году, во время поездки в Европу, он посещает Бельгию, где выступает в ночных клубах. Там его замечают представители R&S Records, на котором впоследствии он выпускает свою первую пластинку — «Beltram Vol. 1».
В 1990 году он представляет свой трек Energy Flash с характерным жёстким и минималистичным звучанием, который приобретает большую популярность на андеграундной танцевальной сцене.